# Музикология
Музикология, в България и в много други европейски страни е прието да се нарича Музикознание (от гръцки: μουσική = „музика“ and λόγος = „дума“ или „разум“, на английски: musicology) е сложна наука в музикалното изкуство, която изучава произходът и историческото развитие на музиката, теорията на музикалните елементи, както и общи проблеми в музикалното изкуство, появили се в процеса на неговото развитие.
Музикознанието включва различни и много специфични отрасли като:
- теория на музиката, появила се паралелно с музикалната практика;
- история на музиката, засягаща проблематиката, свързана с историческите процеси в развитието на музикалното изкуство;
- етномузикология, засягаща проблематиката на народното творчество;
- музикална критика;
- музикална акустика;
- инструментознание;
- оркестрация;
- музикална психология;
- музикална естетика.

Музикознанието е академична наука, която се изучава в музикално-теоретичните факултети на музикалните академии, а музикантите, които завършват тази специалност се наричат музиковеди.

## Музикознанието в България
По проблематиката на музикалното изкуство се занимават композиторите от т.нар. „Първо поколение“, като Добри Христов събира от всички краища на страната ни българско народно творчество, научно и обосновано го описва в сборник „Българско народно творчество“..
Първият български професионален музиковед е  проф. Стоян Брашованов, който през 1923 година защитава в Лайпцигския университет докторска дисертация, посветена на българския музикален фолклор и по-специално неравноделните тактове.
В България Музикознанието се обособява като отделна научна специалност в музикално – теоретичните факултети на двете музикални академии – Националната музикална академия „Панчо Владигеров“ и в Академията за музикално, танцово и изобразително изкуство, както и в Института по музикознание в БАН.
Сред известните музиковеди и преподаватели в Националната музикална академия „Панчо Владигеров“ са проф. Лада Брашованова, Дора Георгиева – Маринска, проф. Камен Попдимитров, проф. Иван Пеев, проф. Иван Хлебаров, проф. Киприяна Беливанова, проф. Елена Стоянова, проф. Пенчо Стоянов, Звезда Йонова, проф. Нева Кръстева; в Академията за музикално, танцово и изобразително изкуство: проф. Асен Диамандиев, проф. Здравко Манолов, проф. Пенка Минчева, проф. Дора Славчева, проф. Пламен Арабов, проф. Мария Самоковлиева, доц. Василка Имандиева, проф. Юлиян Куюмджив, Аделина Калудова, Велина Варимезова, Мария Бояджиева – Луизова.